# کریستوفر جونز (بازیکن واترپلو)
کریستوفر جونز (انگلیسی: Christopher Jones; ۲۳ ژوئن ۱۸۸۶ – ۱۸ دسامبر ۱۹۳۷) بازیکن واترپلو اهل بریتانیا بود.